# Nils Westerberg
Nils Erik Waldemar Westerberg, född 6 juli 1876 i Flen, död 28 augusti 1924, var en svensk civilingenjör och professor. Han var son till Eric Westerberg
Westerberg utexaminerades 1897 från Kungliga Tekniska högskolans avdelning för väg- och vattenbyggnad och anställdes 1898 vid professor Gustaf Richerts konstruktionsbyrå, sedermera AB Vattenbyggnadsbyrån. Efter en kort tids tjänstgöring i Väg- och vattenbyggnadsstyrelsen samt vid vattenledningsbyggnader i Karlshamn och Ronneby blev Westerberg 1902 delägare i nämnda företag och verkade där fram till sin död.
Westerberg specialiserade sig dels på vatten- och avloppsledningar, dels på vattenkraftsanläggningar. Han uppehöll 1907-09 på förordnande professuren i vattenbyggnadskonst vid Kungliga Tekniska högskolan samt blev 1904 löjtnant och 1912 kapten i Väg- och vattenbyggnadskåren. Westerberg hade ett starkt spekulativt intresse för allmänna frågor av teknisk innebörd och var flitig skribent. Han blev ledamot av Ingenjörsvetenskapsakademien 1921.